# Херувимска песма
Херувимска песма (грч. Ο Χερουβικός ύμνος) је православна богослужбена химна која се пева у Литургији, и представља припреме верних за Велики вход.
Укључена у Литургију за време цара Јустина II 573. године.
Током певања другог дела Херувимске песме, свештеник са ђаконима се враћа у олтар кроз царске двери.
Херувимска песма се пева у Литургији светог Јована Златоустог и Литургији светог Василија Великог (осим на Велики четвртак и Велику суботу)
Ова песма певала се у Византијском царству и на Литургији навечерја Рођења Христова. Некада се у Српској Православној цркви, и у другим Православним црквама, на Васкрс певала Херувимска песма: "Уста Христос..." На Пређеосвећеној литургији уместо Херувимске песме пева се веома садржајна песма: "Ниње сили небеснија..." из које се сазнаје да невидљиве силе с нама невидљиво служе. За време певања Херувимске песме, ђакон кади олтар, иконостас и верне, са солеје.

## Текст
Ми који Херувиме тајно изображавамо, 
и животворној Тројици трисвету песму препевамо, сваку сада животну одложимо бригу. 
Зато да Цара свих прихватимо, 
Кога анђелски чинови невидљиво носе: алилуја, алилуја, алилуја.

### Црквенословенски текст
Иже Херувими тајно образујушче и животворјашчеј Тројицје, 
трисвјатују пјесан припјевајушче. Всјакоје ниње житејскоје отложим попеченије. Јако да Царја всјех подимем, ангелскими невидимо, дориносима чинми: алилуја, алилуја, алилуја.